# Stadion im. Apostolosa Nikolaidisa
Stadion im. Apostolosa Nikolaidisa (gr. Γήπεδο Απόστολος Νικολαΐδης) – stadion piłkarski w stolicy Grecji, Atenach. 
Został otwarty w 1922 roku, ostatnio trzykrotnie – w 2001, 2007, 2013 roku – był modernizowany. Pojemność stadionu to 16 620 miejsc. Obecnie spełnia wszystkie kryteria UEFA do rozgrywania najważniejszych spotkań piłkarskich. Na stadionie swoje mecze domowe rozgrywa miejscowy klub Panathinaikos AO.
Stadion nosi imię greckiego piłkarza i klubu prezydenta Apostolos Nikolaidis. Znajduje się w dzielnicy Aten Abelokipi, na wschód od góry Likawitos, na prospekcie Aleksandras, więc jest bardziej znany jako 'Stadion Leoforos Aleksandras. Na prospekcie Aleksandrasa z wyjątkiem stadionu są również boisko do koszykówki, kort tenisowy, basen, ring bokserski i inne obiekty sportowe.
Rekord frekwencji na stadionie został zanotowany w 1967 roku, kiedy to 29 665 kibiców oglądali mecz Pucharu Zdobywców Pucharów pomiędzy Panathinaikos i Bayern Monachium.
Na stadionie również swoje mecze rozgrywa reprezentacja Grecji oraz kluby grające w europejskich pucharach.